# 羅馬尼夫西卡布達
51°52′29″N 32°19′15″E / 51.87472°N 32.32083°E
羅馬尼夫西卡布達（烏克蘭語：Романівська Буда），是烏克蘭北部的村莊，隸屬切爾尼希夫州的科留基夫卡區。該村面積0.77平方公里，海拔高度150米，2001年人口87，人口密度每平方公里112.4人。